# HD 189733 b
HD 189733 b — екзопланета, що перебуває на відстані приблизно 64 світлових років від Землі в сузір'ї Лисичка. Планета була помічена на орбіті зірки HD 189733 5 жовтня 2005 року, коли астрономи у Франції спостерігали, як вона проходила перед зіркою. Планета класифікована як  Газовий гігант, класу гарячий Юпітер і має орбіту близьку до зірки. HD 189733 b була першою екзопланетою, для якої було складено карти. Виявлена за допомогою потужного апарата HARPS. Вивчена у 1998 р. за допомогою космічних телескопів Hubble і Спітцер.
За даними лабораторії реактивного руху NASA це перша планета за межами нашої Сонячної системи, де було знайдено воду, метан та двоокис вуглецю.

## Фізичні характеристики

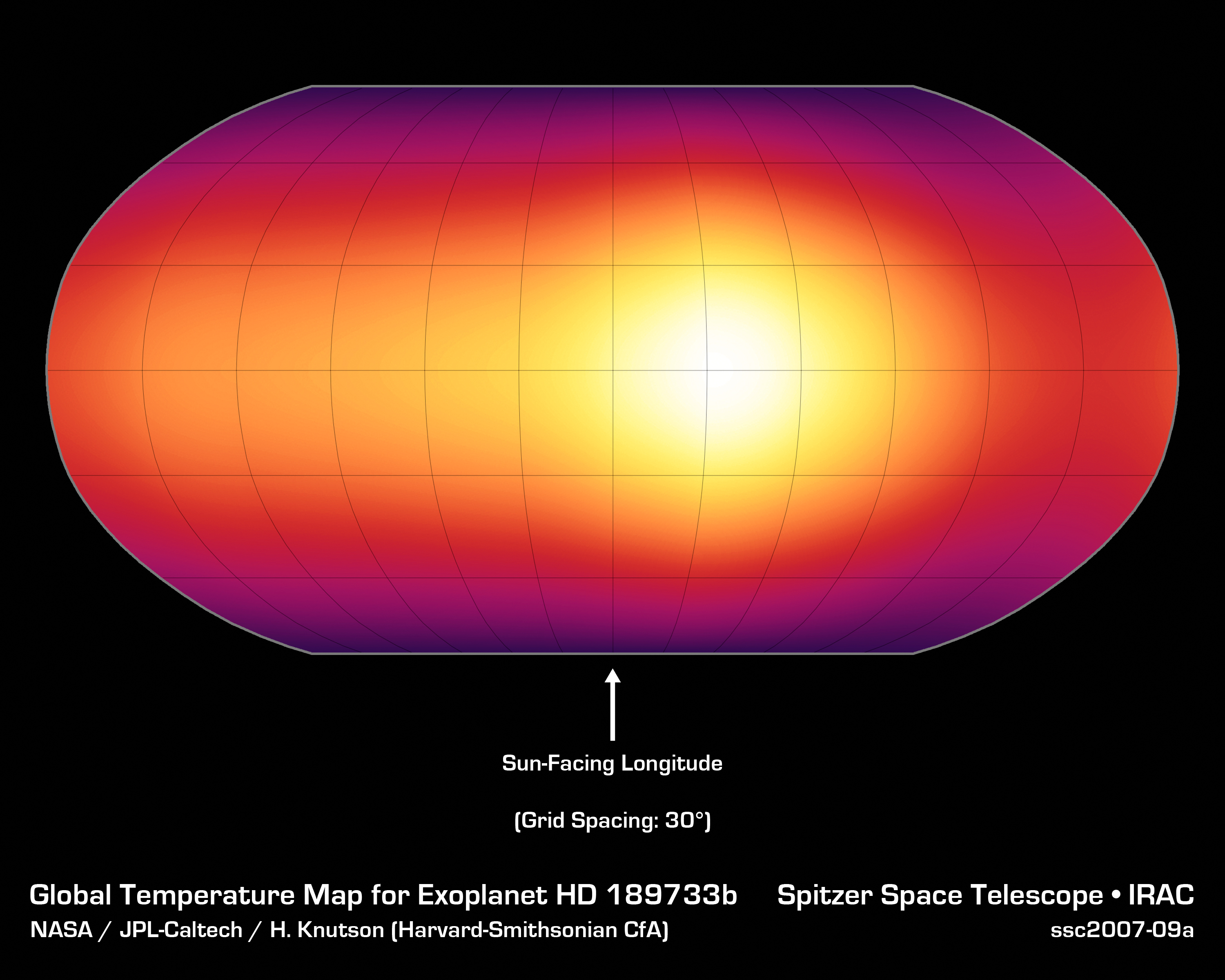
Глобальна температурна карта HD 189733 b

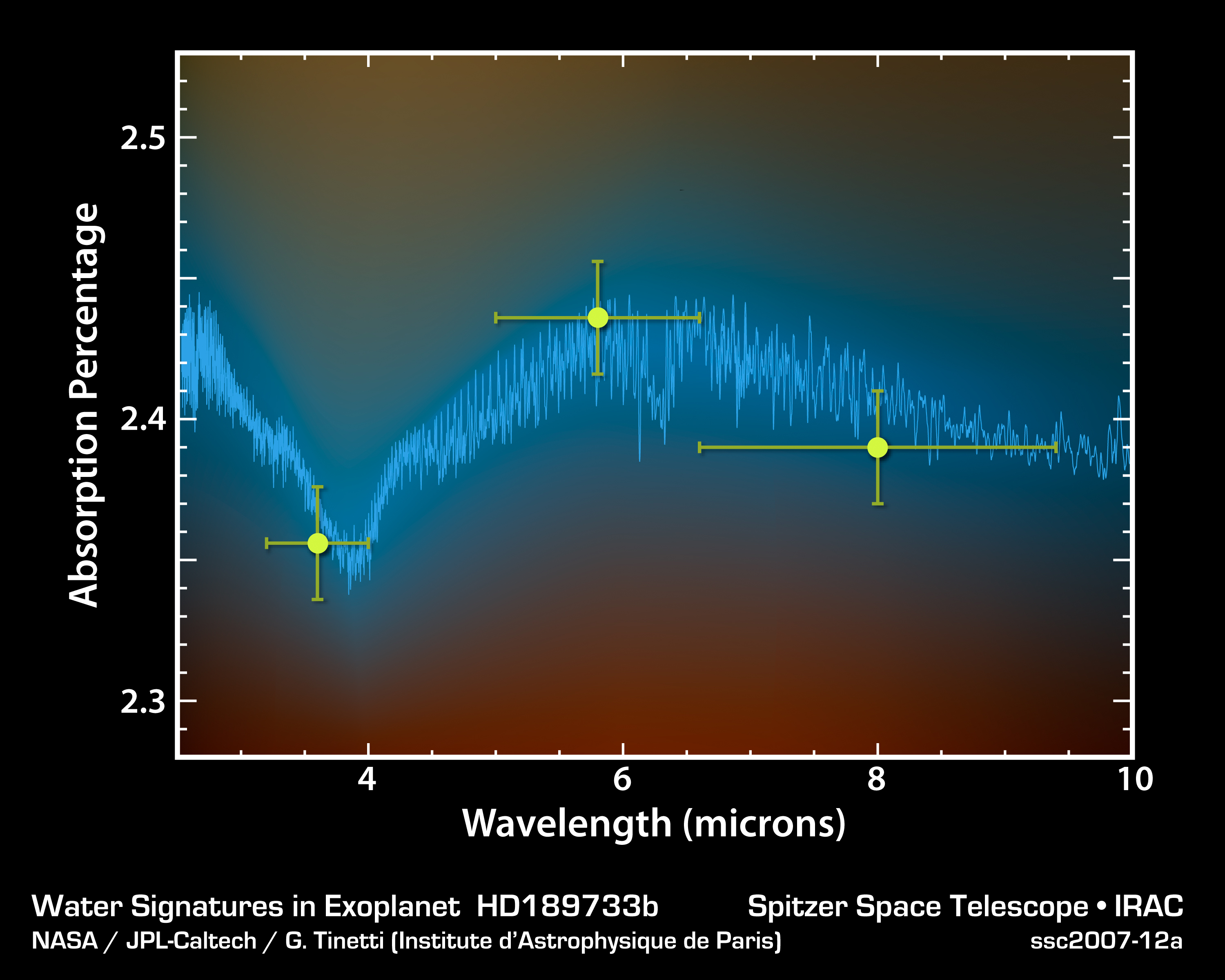
Спектр HD 189733 b за отриманими від Спітцера відомостями. Три жовті цятки в синій кривій указують на можливу наявність у її атмосфері води.

HD 189733 b дещо масивніша Юпітера. Одна з найгарячіших екзопланет — відстань від неї до зірки приблизно у 30 разів менша, ніж від Землі до Сонця. Планета належить до класу гарячих юпітерів — газових гігантів, розташованих дуже близько до материнської зірки. Період обертання HD 189733 b навколо зірки — приблизно складає 2,2 днів. Імовірно, її обертання навколо своєї осі синхронізоване з обертанням навколо зірки, і вона весь час звернена до зірки однією стороною.
2007 року за допомогою телескопа «Хаббл» вчені виявили, що HD 189733 b має атмосферу.
Для HD 189733 b вперше в історії дослідження екзопланет було складено карту температур на поверхні. Температура атмосфери планети перебуває в межах 425—930 °C. На планеті виявлено також ураган зі швидкістю вітру близько 7200 км/год..

## Галерея

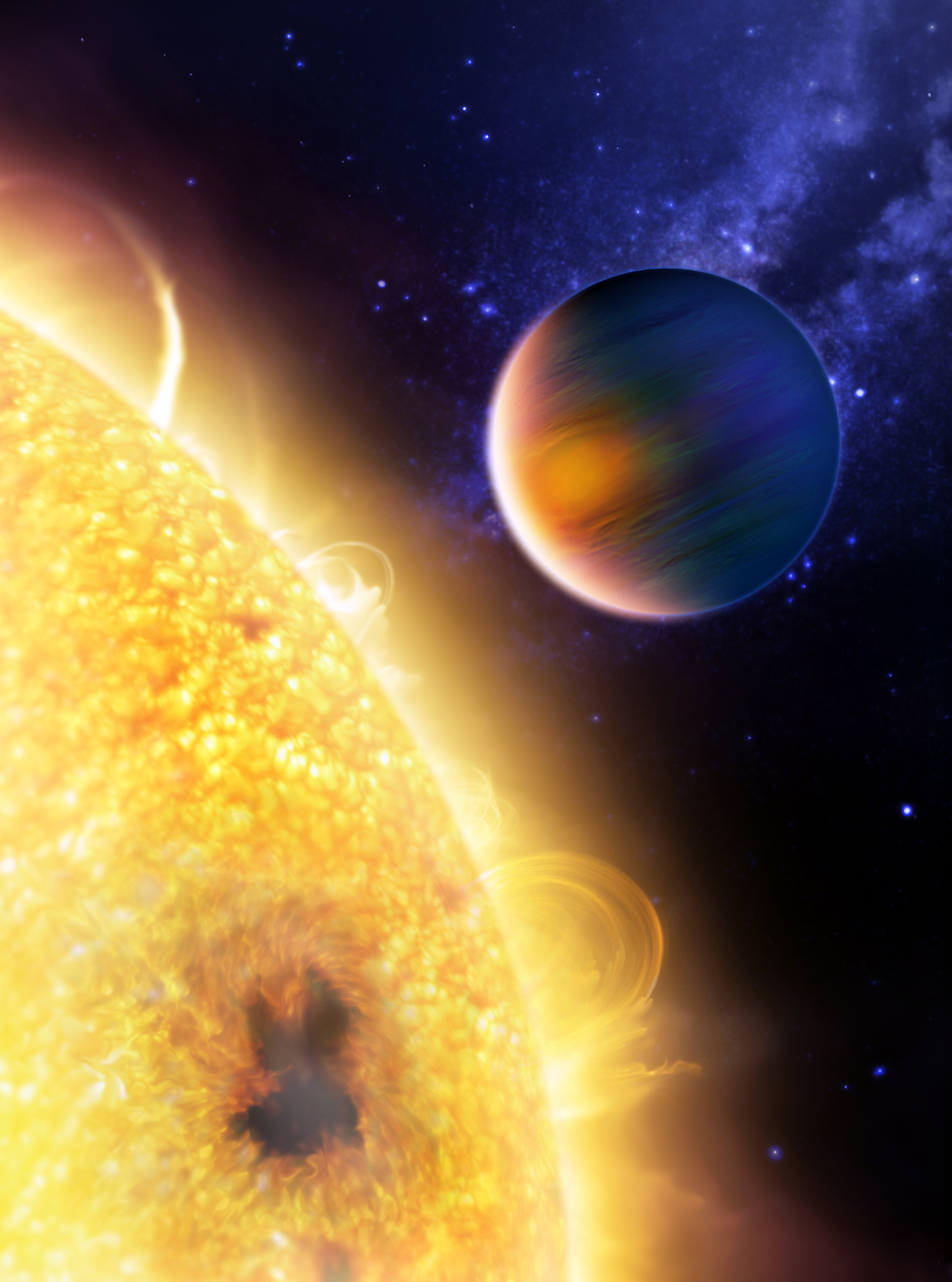
HD 189733 b в уявленні художника